# Lucie Jarrige
Lucie Jarrige (* 9. Dezember 1990 in Monflanquin, Frankreich) ist eine französische Chemikerin und Parakletterin. Sie konnte bereits fünfmal die Weltmeisterschaft gewinnen und tritt in der Disziplin AL2 (Amputation/Fehlbildung von einem Bein) an.

## Leben
2006 wurde Jarrige in Folge eines Knochentumores das linke Bein amputiert, weshalb sie im Alltag eine Prothese trägt.

## Sportliche Karriere
2013 begann Jarrige mit dem Paraklettern in der Disziplin Lead, von Beginn an benutze sie dafür keine Prothese.  Ihr Debüt auf der internationalen Wettkampfbühne hatte sie 2016 bei der Weltmeisterschaft 2016 in Paris, wo sie den ersten Platz belegte. In den Jahren darauf folgten mehrere Teilnahmen an Paraclimbing Cups, von denen sie drei gewann und bei einem weiteren den dritten Platz belegte. Ihren Titel als Weltmeisterin konnte sie sowohl 2018 in Innsbruck wie auch 2019 in Briançon verteidigen. 2021 folgten ein Sieg und ein zweiter Platz bei World Cups, bis sie dann bei der Weltmeisterschaft 2021 in Moskau erneut Gold gewann. In den Jahren 2022, 2023 und 2024 nahm sie an acht weiteren World Cups teil, welche sie ausnahmslos alle gewann, und sicherte sich bei der Weltmeisterschaft 2023 in Bern ihren fünften Titel als Weltmeisterin und bei der Europameisterschaft 2024 in Villars-sur-Ollon ihren ersten als Europameisterin.

## Wissenschaftliche Karriere
Gefördert durch ein Stipendium der L’Oréal-UNESCO-Stiftung für Frauen in der Wissenschaft, welches sie auf Grund von „Wissenschaft im Dienste der Menschheit“ erhielt, promovierte Jarrige 2018 in organischer Chemie an der Universität Paris-Saclay. Sie forschte an einer sauberen und umweltfreundlichen Herstellungsmethode für Medikamente. 2019 gewann sie sowohl den Dina Surdin Preis als auch den SEQENS-Dissertationspreis der Sektion Île-de-France der Société Chimique de France.